# Paolo Mori
Paolo Mori (Parma, 4 luglio 1977) è un autore di giochi italiano.

## Biografia
Nel 2005 crea il sito Inventori di giochi che rappresenta uno dei maggiori punti di incontro per autori di giochi italiani. Sempre dal 2005 collabora con Walter Obert nell'organizzazione di IDEAG.

## Ludografia
- UR (2005, What's your game)
- Borneo, (2007, Da Vinci Games)

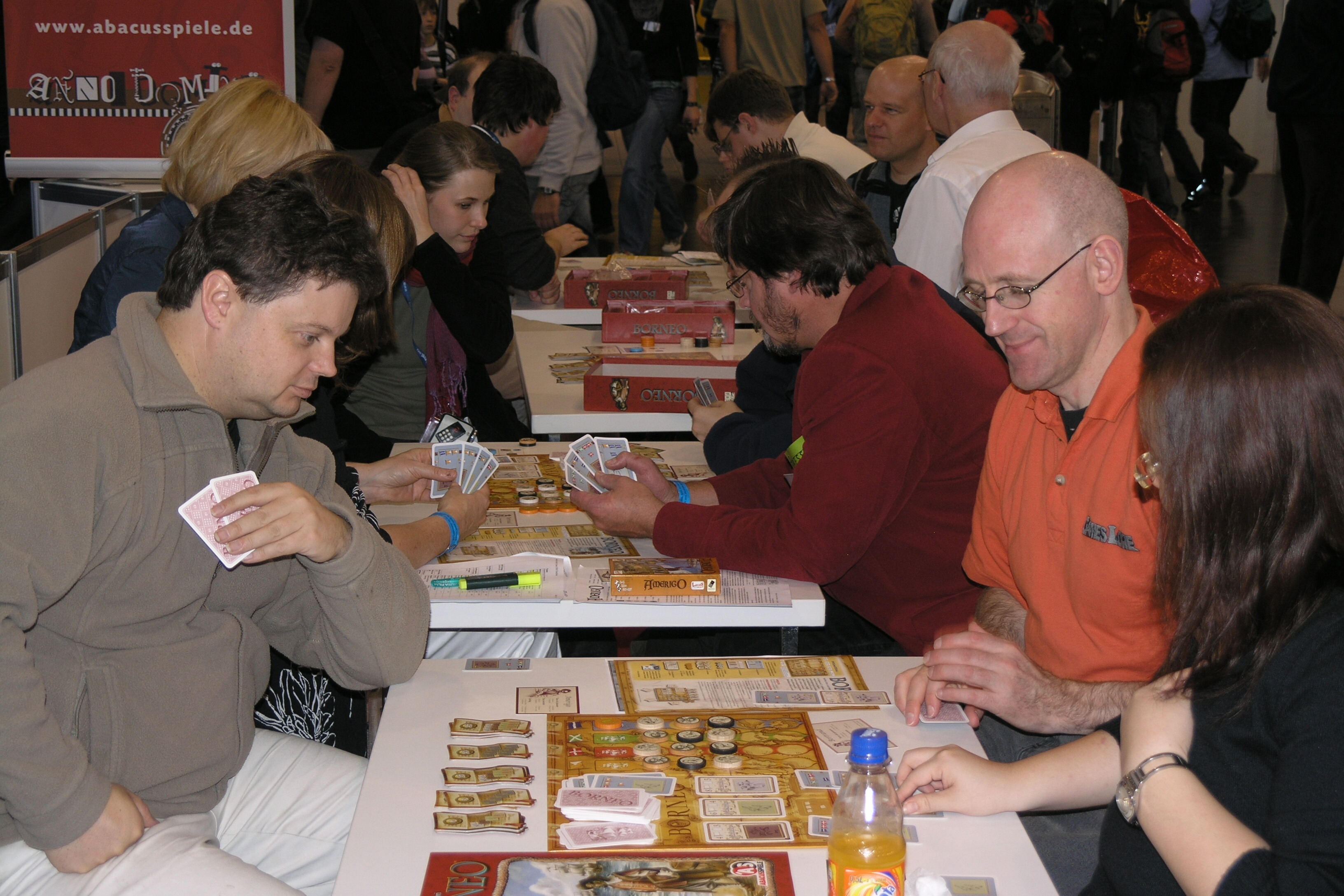
Borneo

- Vasco de Gama (2009, What's your game)
- Pocket battles (con Francesco Sirocchi; 2009, Z-Man Games)
- Libertalia (2012, Asterion Press)
- Olympicards (2012. Giochi Uniti)
- Gotham city Strategy Game (2012, Wizkids)
- Memento (2013, Kosmos)
- Augustus (2013, Hurrican)
- Dogs of War (2014, CMON)
- Ethnos (2017, CMON)
- Pandemic La caduta di Roma (con Matt Leacock; 2018, Asmodee, Z-Man Games)
- Libertalia: Venti di Galecrest (2022, Ghenos Games)
- Battlefields of Napoleonic Wars (2025, Ingenioso Hidalgo)

## Riconoscimenti
| Edizione | Premio                                   | Gioco         | Risultato |
| -------- | ---------------------------------------- | ------------- | --------- |
| 2006     | Gioco Inedito                            | Borneo        | Vincitore |
| 2006     | Best of Show Miglior gioco da Tavolo     | Ur            | Vincitore |
| 2010     | International Gamers Award               | Vasco de Gama | Finalista |
| 2010     | Nederlandse Spellenprijs                 | Vasco de Gama | Finalista |
| 2013     | Spiel der Spiele Spiele Hit für Familien | Augustus      | Vincitore |
| 2013     | Spiel des Jahres                         | Augustus      | Finalista |
| 2013     | Gioco dell'anno                          | Augustus      | Vincitore |
| 2014     | As d'Or Jeu de l'Année                   | Augustus      | Finalista |